# اعتلال بيضاء الدماغ السمي
اعتلال بيضاء الدماغ السمي، حالة نادرة تتميز بأذية مترقية في المادة البيضاء في الدماغ، وخاصة الميالين، لعدة أسباب مثل تعاطي المخدرات، أو السموم البيئية، أو أدوية العلاج الكيميائي. يعد هذا المرض غير منتشر ولا يُبلغ عن حدوثه أغلب الأحيان، خاصة في الحالات الناتجة عن تعاطي المخدرات. يمثل التصوير بالرنين المغناطيسي طريقة شائعة لدراسة المرض وتشخيصه. مع ذلك، تعد الآلية الدقيقة والفيزيولوجيا المرضية الكامنة وراء اعتلال بيضاء الدماغ السمي غير معروفة رغم التقدم التكنولوجي، ويعتقد أنها تختلف باختلاف مصادر السمية. تختلف الشدة السريرية لاعتلال بيضاء الدماغ السمي أيضًا باختلاف المريض ووقت التعرض والتركيز ونقاء العامل السام. لوحظت بعض العكوسية في المرض في كثير من الحالات عند التخلص من العامل السام.

## العلامات والأعراض
تتنوع الأعراض تنوعًا كبيرًا حسب مصادر السمية والجرعة وطول الفترة الزمنية التي تعرض فيها المريض للمادة السامة وسوابقه الطبية وجيناته. في حال حدوث اعتلال بيضاء الدماغ بسبب تعاطي المخدرات أو السموم البيئية على وجه الخصوص، لا تتطور الأعراض عادة إلا بعد عدة أيام إلى شهور من التعرض للعامل الدوائي. تتراوح المظاهر السريرية من عدم الانتباه والنسيان وتغيرات الشخصية إلى الخرف والغيبوبة وصولًا إلى الموت. تشمل العلامات الواضحة للمرض صعوبات في الوظيفة الإدراكية وحس التوازن. وتشمل الأعراض الأولية الشائعة الارتباك والنعاس والنوبات المعممة والصداع وضعف البصر.
لا تظهر أي أعراض لدى مرضى الابيضاض الليمفاوي الحاد الشباب الذين يعانون من اعتلال بيضاء الدماغ الناجم عن الميثوتريكسات. مع ذلك، يمتلك اعتلال بيضاء الدماغ السمي الناجم عن تعاطي المخدرات أو السموم البيئية آثار جانبية أكثر ضررًا. ذُكرت ثلاث مراحل لاعتلال بيضاء الدماغ الناجم عن الهيروين. تتميز المرحلة الأولى بالكلام اللين (البصيلة الكاذبة)، والرنح المخيخي، والتململ الحركي، واللامبالاة أو تبلد الذهن. تشمل المرحلة المتوسطة علامات إصابة السبيل الهرمي والبصيلة الكاذبة، والشلل التشنجي الجزئي، والنفضات الرمعية العضلية، وحركات الكنع الرقصي. تتميز المرحلة الأخيرة أو النهائية بالتشنجات التمططية، والخرس اللاحركي، والشلل الجزئي ناقص التوتر، والحمى المركزية، والموت. بالمثل، يتظاهر اعتلال بيضاء الدماغ الناجم عن تناول الميثوتريكسات عن طريق الفم لدى مرضى التهاب المفاصل بأعراض مماثلة منها الرنح، والرتة، والنوبات. مع ذلك، تبقى التأثيرات المعرفية طويلة الأمد غير معروفة. تشمل أعراض اعتلال بيضاء الدماغ الناجم عن جرعة زائدة من دواء الميترونيدازول الرتة واضطراب المشية وضعف الأطراف والتشوش العقلي. يتعافى بعض المرضى من اعتلال بيضاء الدماغ السمي تعافيًا كاملًا بغض النظر عن العامل الدوائي أو مصدر السمية.

### أمراض ذات صلة
قد تحدث متلازمة الاعتلال الدماغي الخلفي العكوس (بريس) أيضًا بسبب التسمم الدوائي. شوهدت أعراض مشابهة لتلك الخاصة بمرضى اعتلال بيضاء الدماغ لدى مرضى بريس. مع ذلك، يعتبر تشخيص اعتلال بيضاء الدماغ السمي أسوأ بقليل من تشخيص بريس عادةً لأن اعتلال بيضاء الدماغ السمي أكثر قدرة على إحداث الرنح أو الخرف أو السبات.
يُلاحظ حدوث اعتلال دماغي بنقص سكر الدم لدى مرضى السكري أغلب الأحيان عند تناول جرعة زائدة غير مقصودة من مجموعة أدوية السلفونيل يوريا طويلة المفعول. لوحظ أن مناطق الدماغ التي تُصاب باعتلال بيضاء الدماغ السمي تتأثر بهذا المرض أيضًا؛ ولكن يتميز الاعتلال الدماغي بنقص سكر الدم بأنه يتضمن شذوذات في المادتين البيضاء والرمادية.